# Western spaghetti

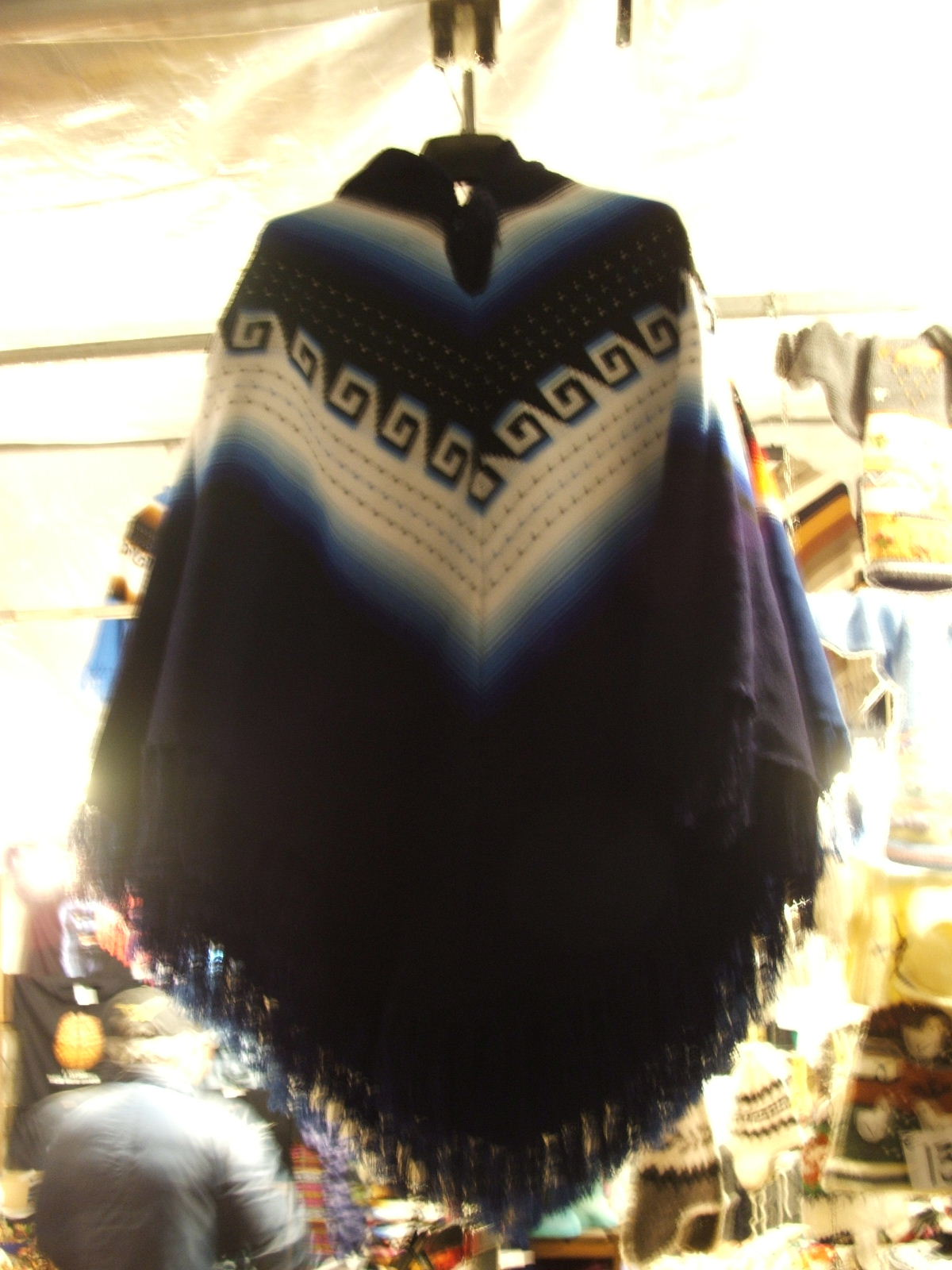
Poncho-ul – unul din simbolurile filmelor western spaghetti

Westernul spaghetti sau westernul italian este un larg sub-gen de filme occidentale care au apărut la mijlocul anilor 1960, inspirate de stilul unic al regizorului italian Sergio Leone și care au avut succes internațional la box-office. A fost numit astfel de majoritatea criticilor americani deoarece au fost produse și regizate de către italieni.
În Italia, termenul pentru aceste filme este western all'italiana (adică, western în stil italian); criticii britanici au avut tendința de a eticheta acest gen Continental Western, iar sintagma Spaghetti Western, potrivit actorului Aldo Sambrell, a fost inițial creată de jurnalistul italian Alfonso Sancha, ca un nume peiorativ pentru acest gen de filme, dar care, în timp, a devenit un nume larg acceptat de către fanii filmelor. Limba în care filmele au fost inițial produse era italiană, dar cum cele mai multe filme erau multilingve, majoritatea filmelor western spaghetti nu au o limbă oficială dominantă.  Multe din filmele care au fost realizate în Spania se numesc western paella.
Acest sub-gen de filme a fost precedat de filmele peplum (pepla la plural), filme italiene de săbii-și-sandale, care au dominat industria cinematografică italiană în perioada 1958-1965.

## Istoric
În 1958, filmul western americano-britanic The Sheriff of Fractured Jaw, care a fost realizat în Spania și regizat de Raoul Walsh, este primul exemplu al unui western spaghetti. Acesta a fost urmat, în 1961, de Savage Guns, de data aceasta un film western britanico-spaniol, din nou filmat în Spania.
Adaptările iugoslavo-vest-germane ale seriei de cărți Winnetou, care au loc în Vestul Sălbatic american, au fost unele dintre cele mai cunoscute producții realizate la Jadran Film. Seria, formată din 11 pelicule, filmate între 1962 și 1968 în locuri din canionul râului Paklenica și la Grobnik, lângă Rijeka, au fost foarte populare în Germania în acea vreme și sunt considerate predecesoare ale genului Western spaghetti.

## Filme notabile
Primul film în întregime western italian a fost Il terrore dell'Oklahoma (1959), regizat de Mario Amendola. Cele mai cunoscute și probabil cele mai arhetipale filme western italian au fost cele regizate de Sergio Leone, cu muzică produsă de Ennio Morricone: Trilogia Dolarilor (Pentru un pumn de dolari (1964), Pentru câțiva dolari în plus (1965) și Cel bun, cel rău și cel urât (1966)) și A fost odată în vest (1968). Acestea se găsesc în mod constant în topul listelor cu cele mai bune și mai apreciate filme western, în general.

## Trilogia Dolarilor
1. 1964 Pentru un pumn de dolari (Per un pugno di dollari), regia Sergio Leone
2. 1965 Pentru câțiva dolari în plus (Per qualche dollaro in più), regia Sergio Leone 
3. 1966 Cel bun, cel rău, cel urât (Il buono, il brutto, il cattivo), regia Sergio Leone

## Oameni notabili

### Actori
| A - Tony Anthony B - William Berger - Barbara Bouchet - Frank Braña - Mario Brega - Charles Bronson - Yul Brynner C - Claudia Cardinale - Chuck Connors - James Coburn - Alex Cord - Richard Crenna D - Brandon deWilde | E - Clint Eastwood - George Eastman - Jack Elam F - Henry Fonda G - Gianni Garko - Giuliano Gemma - Sancho Gracia H - Brett Halsey - Richard Harrison - Terence Hill - George Hilton - Robert Hundar - John Huston K - Klaus Kinski - Marianne Koch | L - Peter Lee Lawrence - John Phillip Law M - Guy Madison - Leonard Mann - Corinne Marchand - Toshiro Mifune - Tomas Milian - Gordon Mitchell - Ricardo Montalban N - Franco Nero - Alex Nicol P - Jack Palance - Slim Pickens - Luigi Pistilli - Hunt Powers - Wayde Preston R - Fernando Rey | - Burt Reynolds - Jason Robards S - Fernando Sancho - Bud Spencer - Anthony Steffen - Rod Steiger - Woody Strode - José Suárez V - Lee Van Cleef - Dan van Husen - Gian Maria Volonté W - Eli Wallach - Patrick Wayne - Orson Welles - Frank Wolff - Robert Woods |

### Regizori
B
- Enzo Barboni

C
- Mario Caiano
- Alberto Cardone
- Enzo G. Castellari
- Sergio Corbucci

F
- Giorgio Ferroni
- Jesús Franco
- Lucio Fulci

G
- Franco Giraldi

L
- Sergio Leone

P
- Gianfranco Parolini
- Giulio Petroni

R
- Joaquín Romero-Marchent

S
- Sergio Sollima

T
- Duccio Tessari
- Ramón Torrado

V
- Tonino Valerii

### Compozitori
| B - Luis Bacalov D - Francesco De Masi G - Giampiero Reverberi - Guido & Maurizio De Angelis | M - Franco Micalizzi - Ennio Morricone N - Bruno Nicolai O - Riz Ortolani | P - Piero Piccioni - Roberto Pregadio T - Armando Trovaioli U - Piero Umiliani |

## Festivalul de Film de la Veneția
În 2007, o retrospectivă a acestui gen de filme a avut loc la Festivalul de Film de la Veneția, retrospectivă care a adus un omagiu genului. Inițiativa a fost destinată nu numai să ofere privitorului o privire de ansamblu asupra filmului western spaghetti, dar, de asemenea, să se reevalueze mai multe filme din trecut care au fost uitate sau ignorate de către critici. La acest eveniment nu au fost prezentate capodoperele lui Sergio Leone, cel care este considerat părintele și maestrul incontestabil al acestui sub-gen de filme. Au fost incluse următoarele titluri:
| - I sette del Texas de Joaquín Luis Romero Marchent - 100.000 dollari per Ringo de Alberto De Martino - Il ritorno de Ringo de Duccio Tessari - Ringo del Nebraska de Mario Bava și Antonio Román - Un dolar găurit (Un dollaro bucato) de Giorgio Ferroni - Django (versiunea completă) de Sergio Corbucci - The Bounty Killer de Eugenio Martín - La resa dei conti de Sergio Sollima - Navajo Joe de Sergio Corbucci - Sugar Colt de Franco Giraldi - Un fiume de dollari de Carlo Lizzani - Yankee de Tinto Brass - 10.000 dollari per un massacro de Romolo Guerrieri - El Desperado de Franco Rossetti - Il tempo degli avvoltoi de Nando Cicero - La morte non conta i dollari de Riccardo Freda | - Se sei vivo spara (versiunea completă) de Giulio Questi - Ognuno per sé de Giorgio Capitani - Preparati la bara! de Ferdinando Baldi - Tepepa de Giulio Petroni - Una lunga fila de croci de Sergio Garrone - E Dio disse a Caino de Antonio Margheriti - La taglia è tua... l'uomo l'ammazzo io de Edoardo Mulargia - Mi se spune Trinity (Lo chiamavano Trinità) de Enzo Barboni - Matalo! de Cesare Canevari - Vamos a matar compañeros de Sergio Corbucci - La vendetta è un piatto che si serve freddo de Pasquale Squitieri - Il grande duello de Giancarlo Santi - Il mio nome è Shangai Joe de Mario Caiano - Un motiv de a trăi, un motiv de a muri (Una ragione per vivere e una per morire) de Tonino Valerii - I quattro dell'apocalisse de Lucio Fulci - Keoma de Enzo G. Castellari |